# A Harag Istene
A Harag Istene (Deus Irae) Philip K. Dick és Roger Zelazny disztópiát és horrort elemeit ötvöző regénye 1976-ból. A cím utalás a Dies irae, a magyarul „Napja Isten haragjának” kezdetű egyházi énekre (a harag napja). A regény egy posztapokaliptikus Amerikán átívelő zarándoklat történetét meséli el.
Miután Dick elkezdett dolgozni a regényen, arra a következtetésre jutott, hogy nincs elég információja a keresztény témákról, ezért felkérte Zelaznyt, hogy működjön együtt vele. Tizenkét év után fejezték be a regényt.

## Történet
|  | Alább a cselekmény részletei következnek! |

Egy atomháború után az emberiség maradványai kis, lazán összefüggő településeken maradnak életben. A sugárzás sok furcsa mutációt okozott az emberek és az állatok között. Egy új vallás korszaka következett, amely a Harag Istenétől való félelemen és tiszteleten alapult. De senki sem tudja, hogyan nézett ki pontosan Lufteufel.
A végtagok nélküli művész, Tibor McMasters elindul, hogy megkeresse a Harag Istenének, a háború kirobbantójának, Carleton Lufteufelnek az emberalakját, hogy megfesthesse az arcát egy templom falára egy freskó közepére. Tibor speciális bionikus protéziseket használ, amelyek a lábait és a karjait helyettesítik. McMasters után Peter Sands is útra kel, akit Abernathy atya, a keresztény közösség feje küldött. Sands célja McMasters küldetésének meghiúsítása.
Az utazók mutáns állatokkal találkoznak, amelyek intelligenssé váltak. Találkoznak egy mesterséges intelligenciával is (Nagy K), amelyet egykor az emberiség teljes tudásának megőrzésére építettek, és amely akkorra már szó szerint az emberekből táplálkozik. Robotokat használ az emberi lények befogására és lebontására, hogy saját túlélése érdekében felhasználja őket.
Lufteufel ekkoriban egy barlangban él, és miközben megpróbálja eltávolítani a repeszdarabokat a homlokából, elveszti az eszméletét a vérveszteség miatt. Értelmi fogyatékos „lánya”, Alice egy ing segítségével megpróbálja eltávolítani a vért férfi fejéről. Ez véres nyomot hagy az anyagon. Alice elteszi az inget, majd elfelejti, hogy hová tette. Ez az egyetlen megmaradt igazi arcképe a Harag Istenének, az egyetlen igazi ereklye, mely megidézi a Veronika fátyolról és a torinói lepelként ismert műtárgyról szóló keresztény legendát.
Jack Schuld (németül „bűntudat") álnéven élő Lufteufel megöli Tibor kutyáját, McMasters pedig megöli Lufteufelt anélkül, hogy rájött volna a kilétére. A férfi halála után Alice meggyógyul, felkeresi Lufteufel „szelleme". Segít a lánynak azzal, hogy „feloldja a ködöt az agyában”, megszünteti a fogyatékosságát. Látja, hogy a lelke végre megnyugszik. Nem Alice az egyetlen ember, aki Lufteufel halálával kapcsolatos teofániát éli át. Egy másik túlélőnek látomása van az Édenkertnek megfelelő „pálmafa kert”ről. Ez arra utal, hogy Lufteufel egy gnosztikus démiurgosz lehetett, egy gonosz földhözragadt istenség, aki mindenhatónak hiszi magát, de képességei az istenség „magasabb szintjeihez” képest beszűkültek.
McMasters azonban nem tud Lufteufel haláláról vagy a halálával kapcsolatos állítólagos látomásokról. Keresztény társa, Pete megtéveszti Tibort, ráveszi, hogy egy idős haldokló alkoholista csavargót használjon Lufteufel képének megfestésénél a megrendelt templomi falfestményhez. McMasters megfesti a falfestményt, és ezért a legnagyobb élő művésznek ismerik el.
|  | Itt a vége a cselekmény részletezésének! |

## Szereplők
- Tibor McMasters, végtagok nélküli festőművész
- Peter Sands, keresztény, ám drogfüggő fiatalember
- Jim Abernathy atya, Charlottesville keresztény papja
- Carlton Lufteufel, az atomháborút elindító férfi
- Handy atya, a Carleton Lufteufel imádatának szentelt vallási felekezet pásztora
- Dominus McComas, Handy atya felettese, egyike a Harag Szolgáinak
- Lurine Rae, vonzó lány, Pete Sands szerelmese
- Alice, fiatal értelmi fogyatékos lány, Lufteufel fogadta örökbe

## Bestiárium
A regény világában mutáns állatok széles választéka él, amelyek közül néhánynak van intellektusa. Evolúciójukat felgyorsította a háborúból származó sugárzás. Vannak köztük csótányok, gyíkok és futók.
- Csótányok

Kicsi állatok, a föld alatt élnek, hosszú alagutakban. Emlősökből fejlődtek ki, de megőrizték a rovarok számos jellemzőjét.
- Gyíkok

Magas, vékony, antropomorf lények szürke pikkelyes bőrrel és hosszú farokkal. Mélységesen tisztelik az embereket, kitartóan megpróbálják védelmezni őket, abban a hitben, hogy azok  újra benépesíthetik a világot.
- Futók

Kövér emlősök, vastag szőrrel borítva, közepes méretűek. A kengurukéhoz hasonló nagy hátsó lábaik vannak. Falkában élnek, és többnyire békések.

## Megjelenések

### Magyarul
- A Harag Istene; ford.: Pék Zoltán, Agave Könyvek, Bp., 2023 (221 oldal)[2]

## Fordítás
- Ez a szócikk részben vagy egészben  a   Deus Irae című angol Wikipédia-szócikk ezen változatának fordításán alapul.  Az eredeti cikk szerkesztőit annak laptörténete sorolja fel. Ez a jelzés csupán a megfogalmazás eredetét és a szerzői jogokat jelzi, nem szolgál a cikkben szereplő információk forrásmegjelöléseként.